# Gaucelm
Gaucelm (796? – 834) byl synem Viléma Akvitánského a jeho druhé manželky Wilteburgy. Získal do držení hrabství Empúries a Roussillon ve Španělské marce. Byl mladším bratrem Bernarda, vévody ze Septimánie (†844).

## Životopis

Panství Bera (zeleně) a Gaucelma (růžově) ve Španělské marce

Je zmiňován v zakládající listině kláštera v Gellone ze 14. prosince 804, u jehož zrodu stál jeho otec sv. Vilém, vévoda akvitánský a hrabě z Toulouse..
Roku 812 získal hrabství Roussillon, nejsevernější část Španělské marky sousedící ze Septimánií. Své državy rozšířil roku 817 i o hrabství Empúries, které se nachází jižně od výše zmiňovaného.
Gaucelmovy spory se starším bratrem Berou, hrabětem z Barcelony, vyvrcholily zřejmě tím, že prostřednictvím svého vizigótského vazala Sanily obvinil Beru ze zrady na císařském sněmu roku 820 v Cáchách. Bera obvinění popřel a vyzval Sanilu na souboj, který však prohrál a byl vypovězen do vyhnanství v Rouenu. Hrabětem barcelonským se pak stal Frank Rampó.
Roku 826 obdržel hrabství barcelonské Bernard, bratr Gaucelma. To vedlo k všeobecnému povstání vizigótské šlechty a k pokusu córdobského emíra Abd ar-Rahmána II. o dobytí Barcelony. Gaucelm zůstal věrný bratrovi a povstalci i muslimové byli do roku 828 poraženi.
Bernard musel posléze čelit obvinění z cizoložství s Juditou, manželkou císaře Ludvíka Pobožného a po vzpouře jeho synů si zachránit život útěkem do Barcelony.
Války mezi císařem Ludvíkem Pobožným a jeho syny se střídavým štěstím pokračovaly i v dalších letech. Bernard ze Septimánie i Gaucelm zůstali v těchto válkách věrni císaři. Císařův syn a oponent Lothar oblehl roku 834 Gaucelma v městě Chalon-sur-Saône. Po jeho kapitulaci nechal Lothar Gaucelma popravit společně i s jeho nevlastní sestrou Gerbergou.